# Église Notre-Dame de Bonneval
L'église Notre-Dame est une église catholique située à Bonneval dans le département français d'Eure-et-Loir, en région Centre-Val de Loire. Elle est classée monument historique depuis 1954.

## Historique

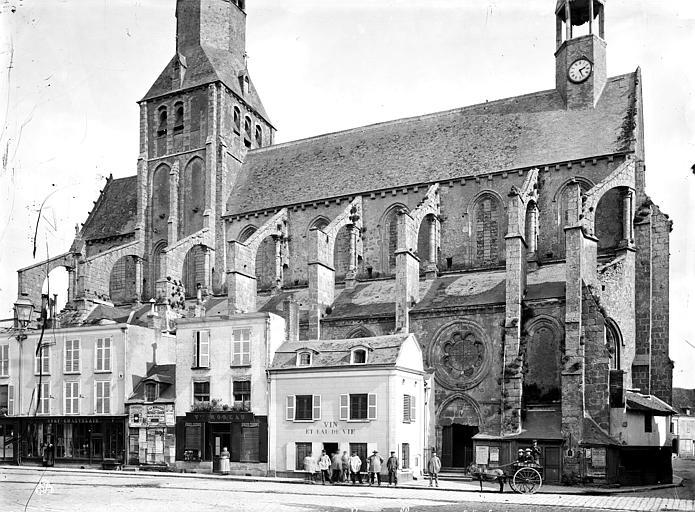
Façade nord avec maisons en premier plan, 1880.

L’église est du style gothique primitif et date en majeure partie du début du XIIIe siècle, toutefois les parties basses du chevet plat et les trois fenêtres voisines de chaque collatéral sont en plein cintre et reflètent la fin du XIIe siècle. Le début de la construction la rend donc contemporaine de la cathédrale Notre-Dame de Chartres.
Les pignons ornés de crochets sont du XVIe siècle. La flèche des ardoises qui surmonte l’église, également du XVIe siècle, est ornée d’une galerie et s’élève à 65 mètres au-dessus du sol. Elle abrite trois cloches dont deux sont classées, l’une date de 1598, l’autre de 1793.

## Description
Elle comporte une nef centrale et deux collatéraux, chacun de sept travées flanquées de contreforts étayés d’arcs d’une grande légèreté, les trois premiers sont pourvus de gargouilles, inutiles, représentant des personnages grotesques. Autour de la nef principale, on remarque un triforium ou galerie d’arcades ogivales. Au-dessus se trouvent également des fenêtres en ogive.
La voute de la nef est en pierre et repose sur douze colonnes. Plusieurs poteaux ont été déséquilibrés lors de l’inondation de 1665. La poutre de fer qui sépare la grande nef a remplacé les traverses de bois qui la consolidaient.
Elle mesure 47 mètres de longueur, 20 mètres de largeur à la façade et 19 mètres au chevet.

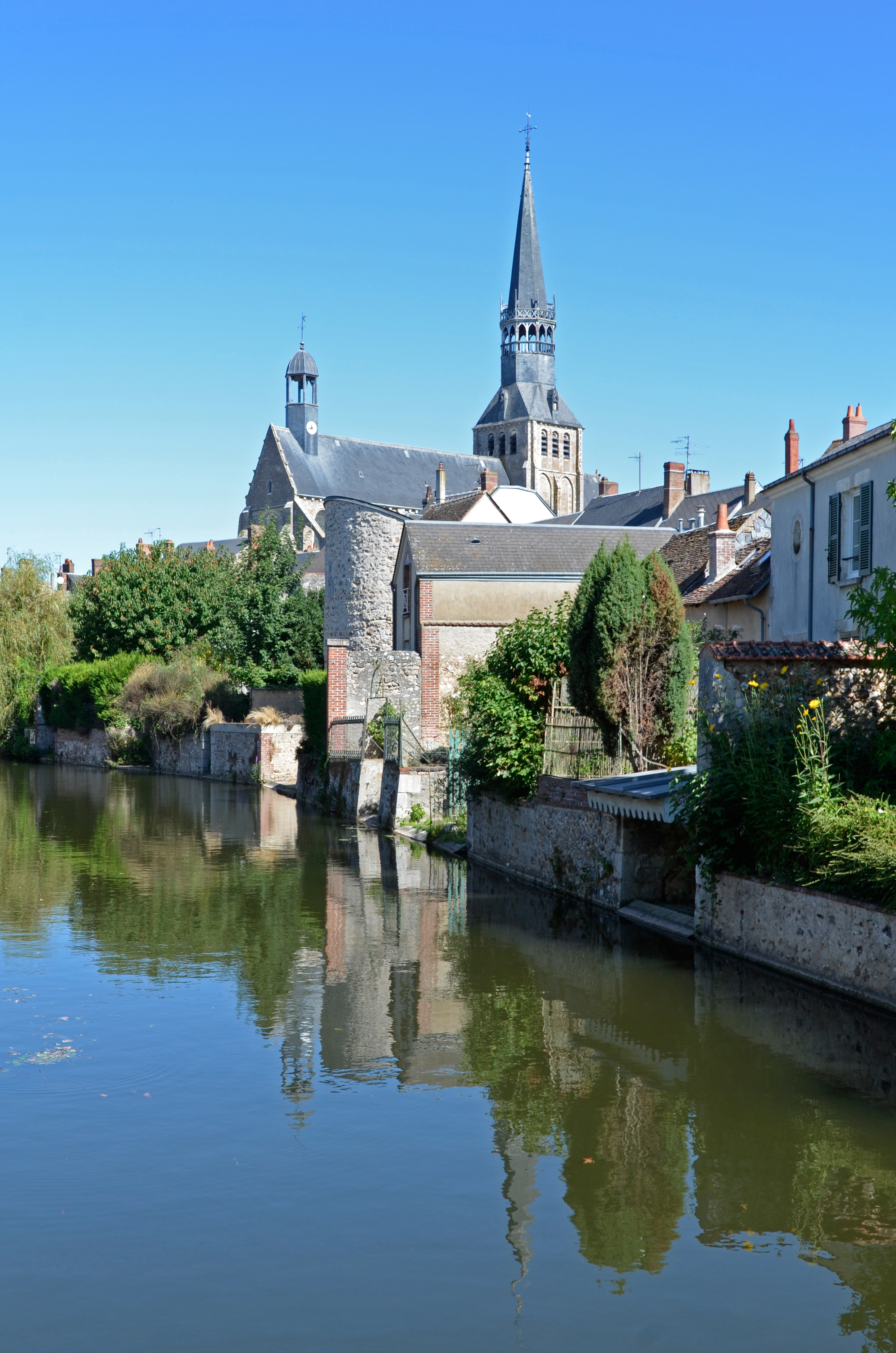
L'église vue depuis les bords du Loir.
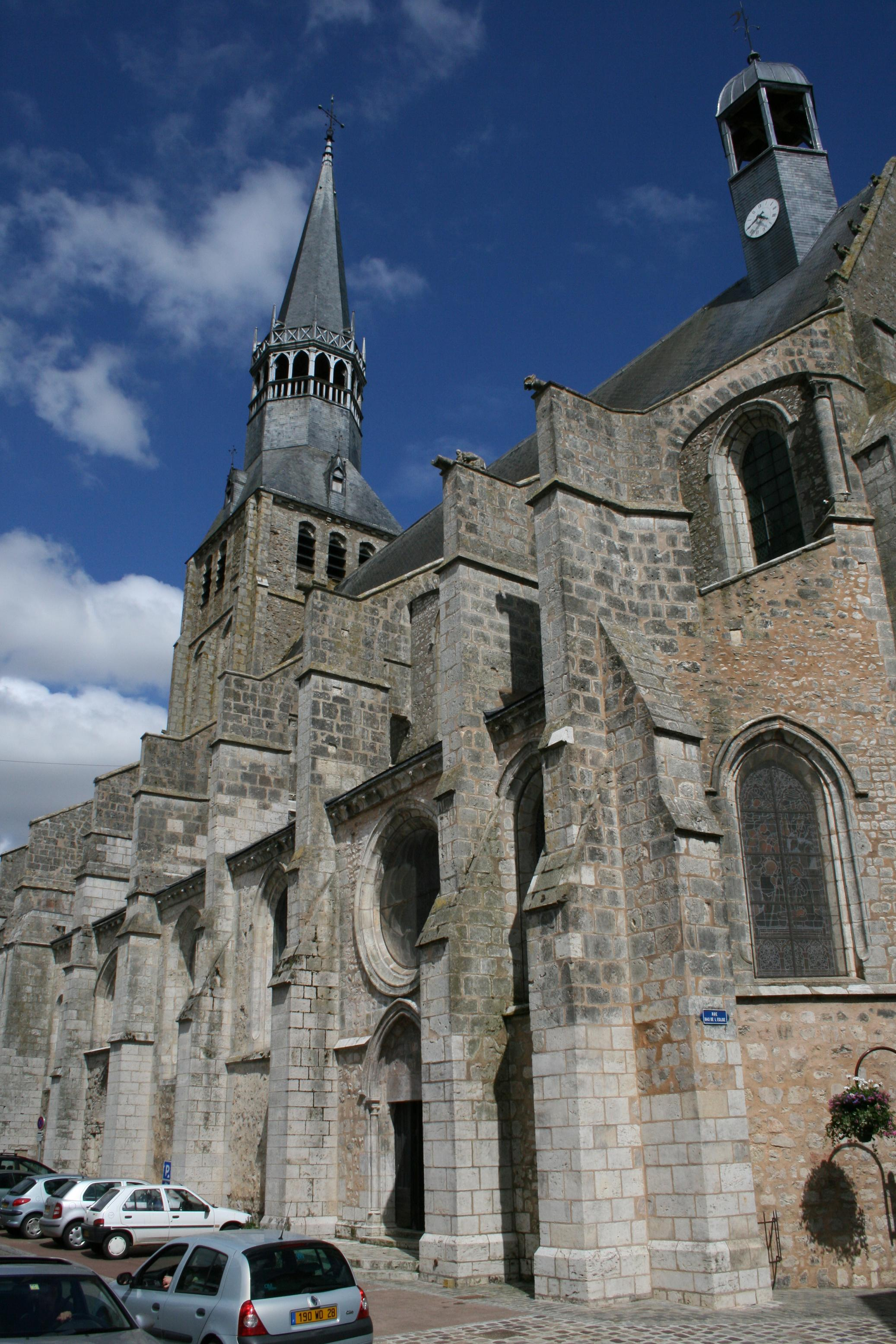
Vue extérieure.
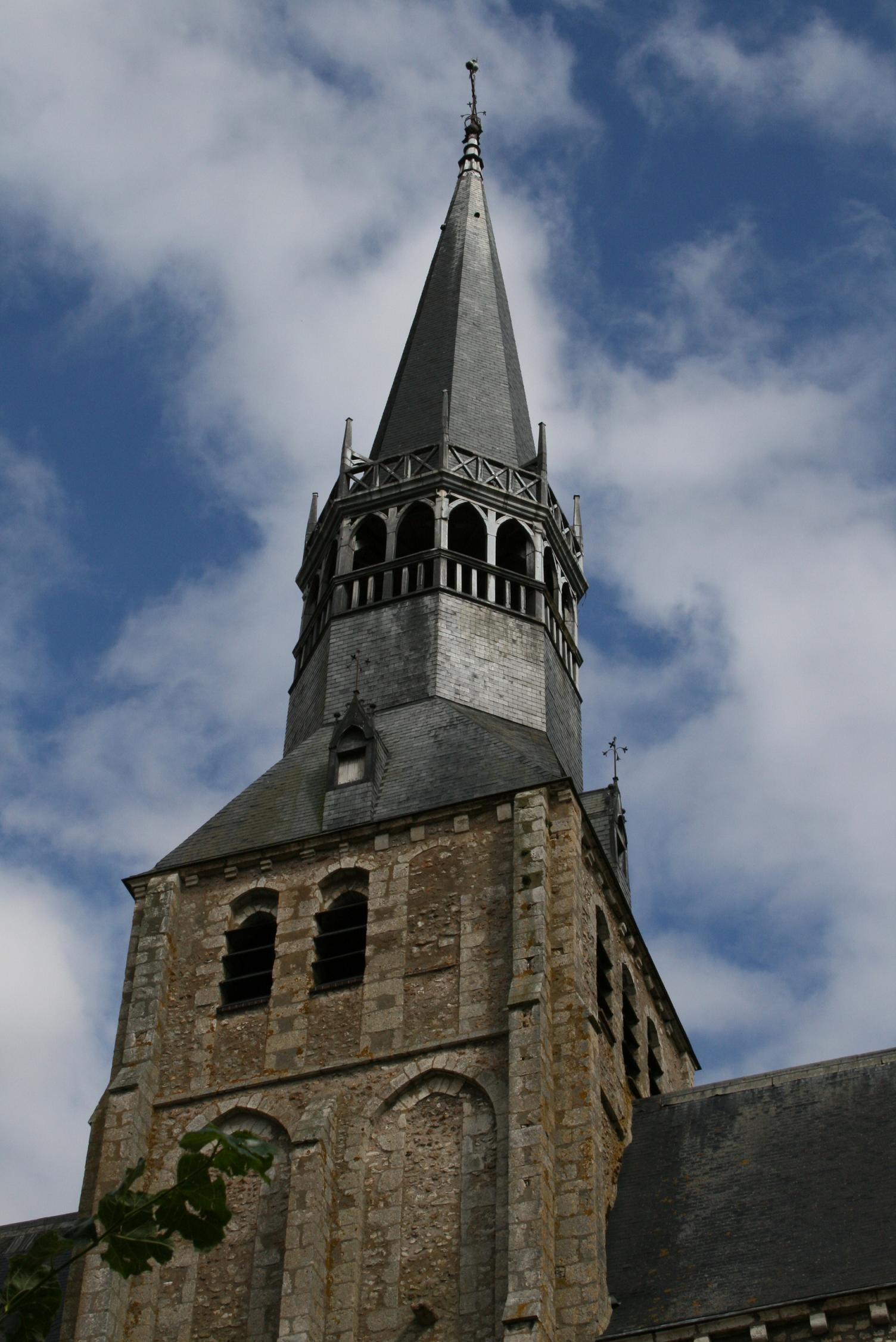
Clocher.
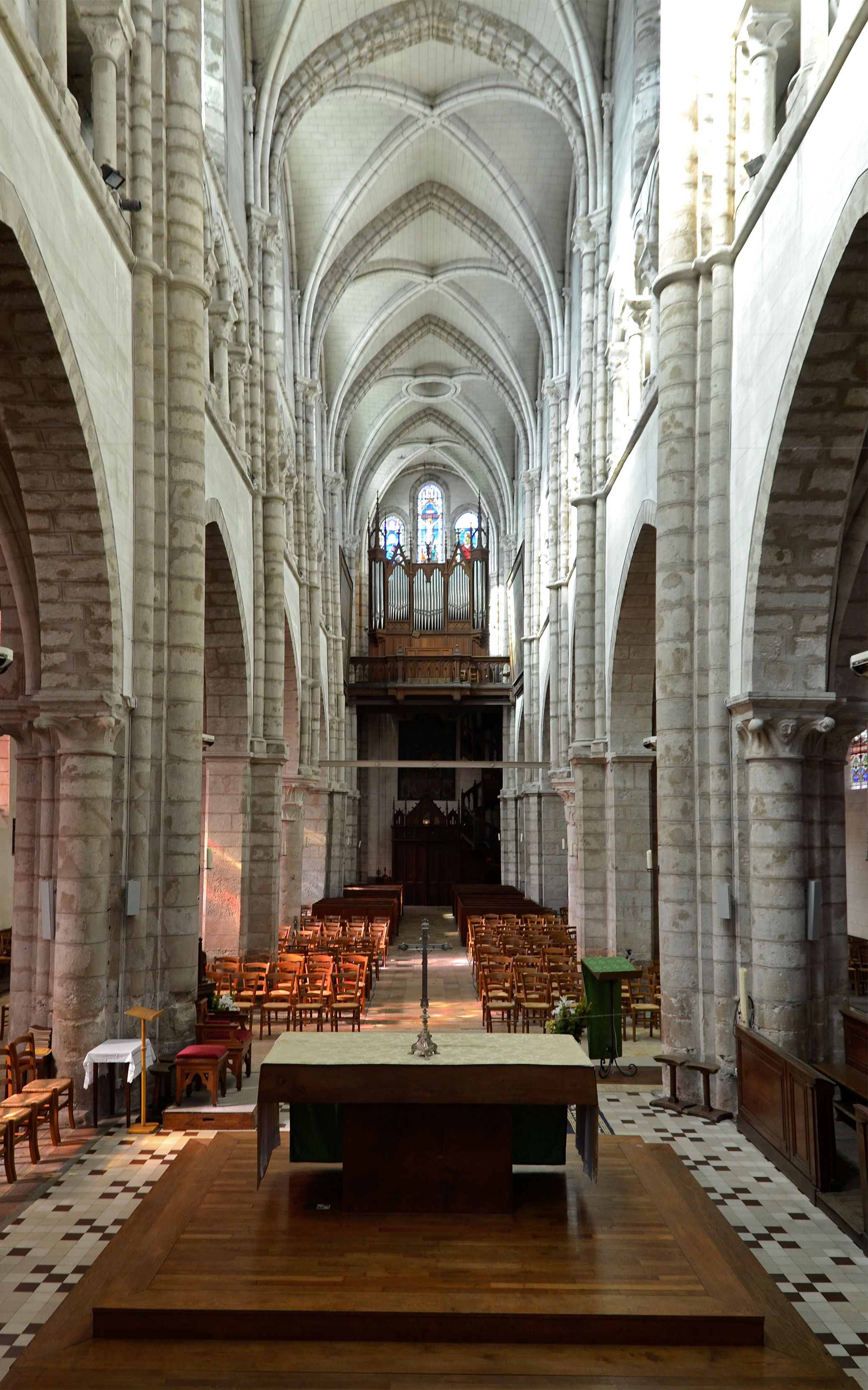
La nef centrale vue du chœur.
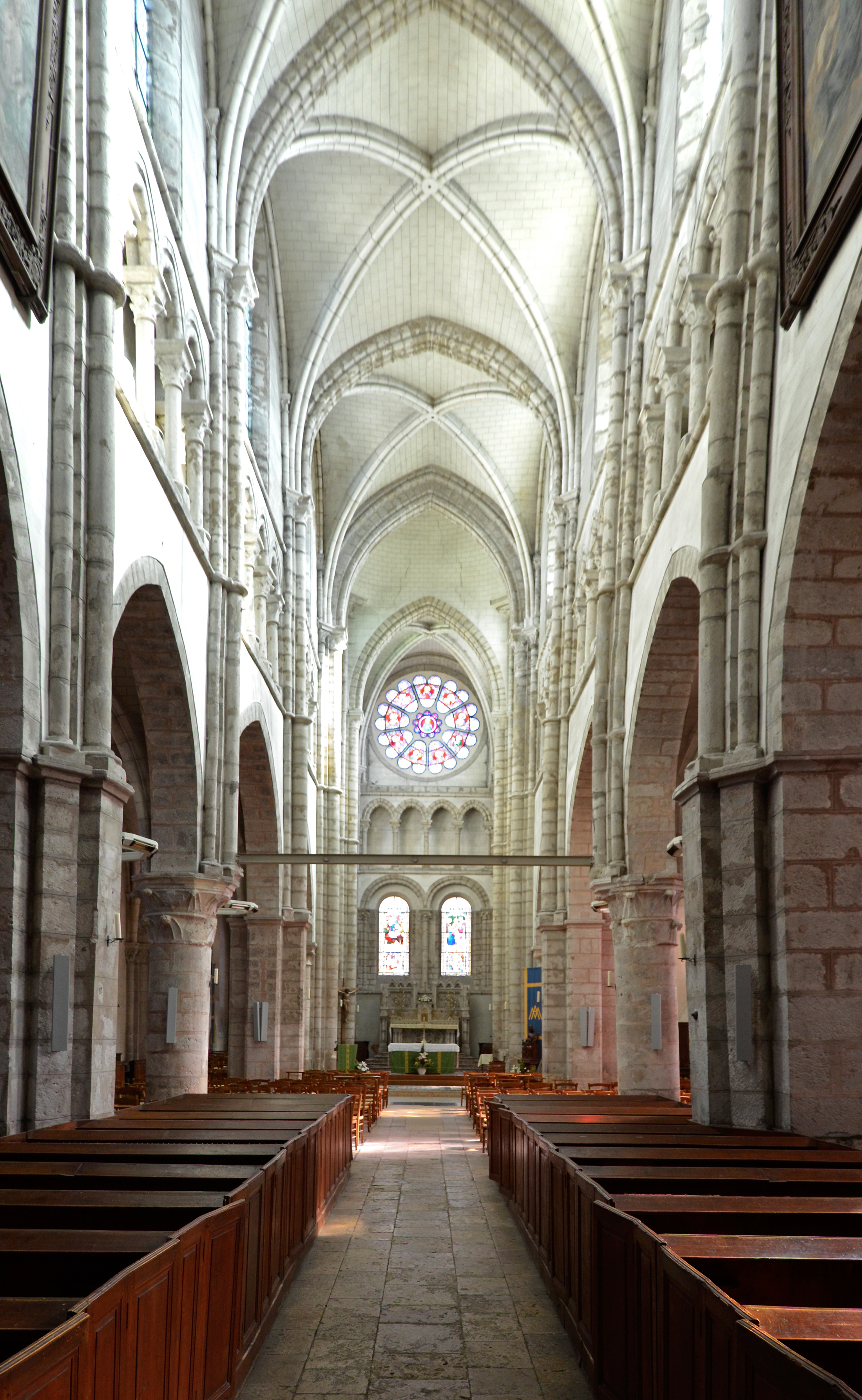
Le chœur vu de la nef.

## Mobilier

### Les vitraux
Au-dessus du maître-autel, on observe une très belle rosace, ornée en 1871 d’un vitrail d’assez bon style[Par qui ?]. Il représente les patrons des églises et chapelles de l’ancien Bonneval. Au centre, la Vierge (cette partie, brisée lors des bombardements a été remplacée récemment et s’accorde mal avec l’ensemble), au-dessus, le Sauveur ; à gauche saint Michel, saint Martin, saint Maurice et saint Jacques le Majeur ; à droite : saint Roch, saint Jean l’Évangéliste, saint Laurent et saint Gilles.
L’ensemble des autres vitraux a été posé à la fin du XIXe siècle, au cours de la restauration de l’église entreprise et menée à bien entre 1885 et 1893. Quelques verrières, la grotte de Lourdes, la Vierge noire, l’Assomption et Sainte Thérèse sont plus récentes[évasif].

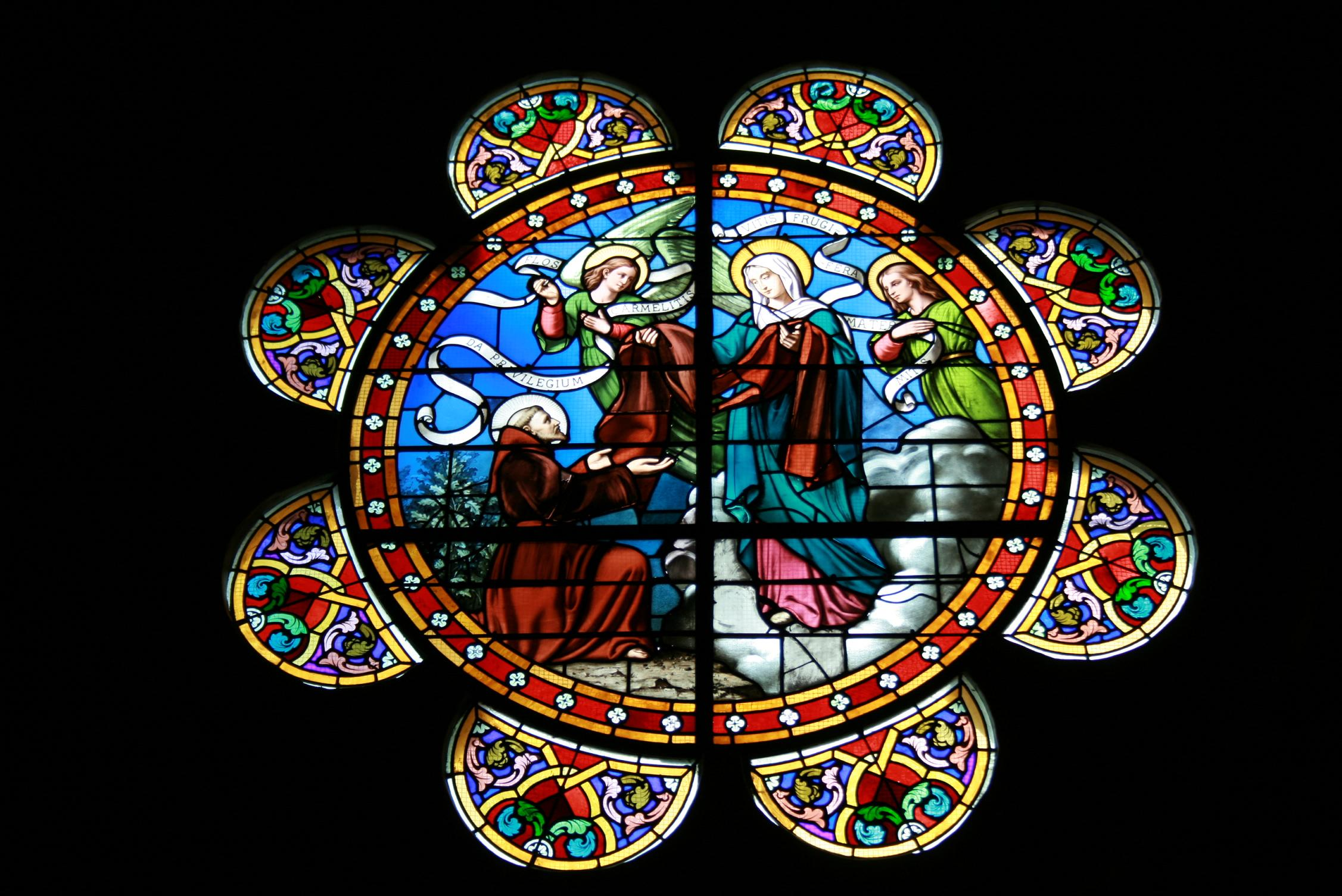
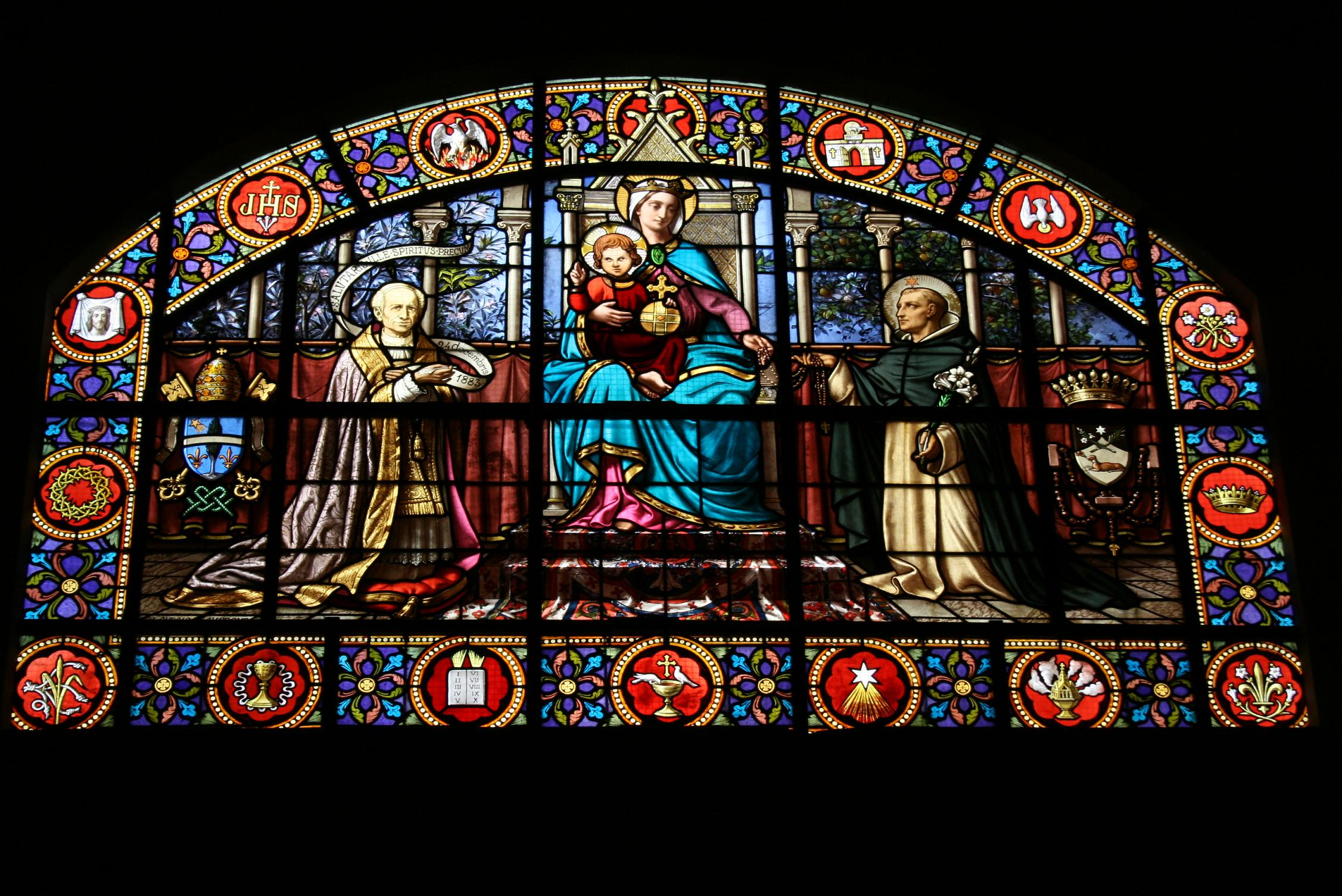
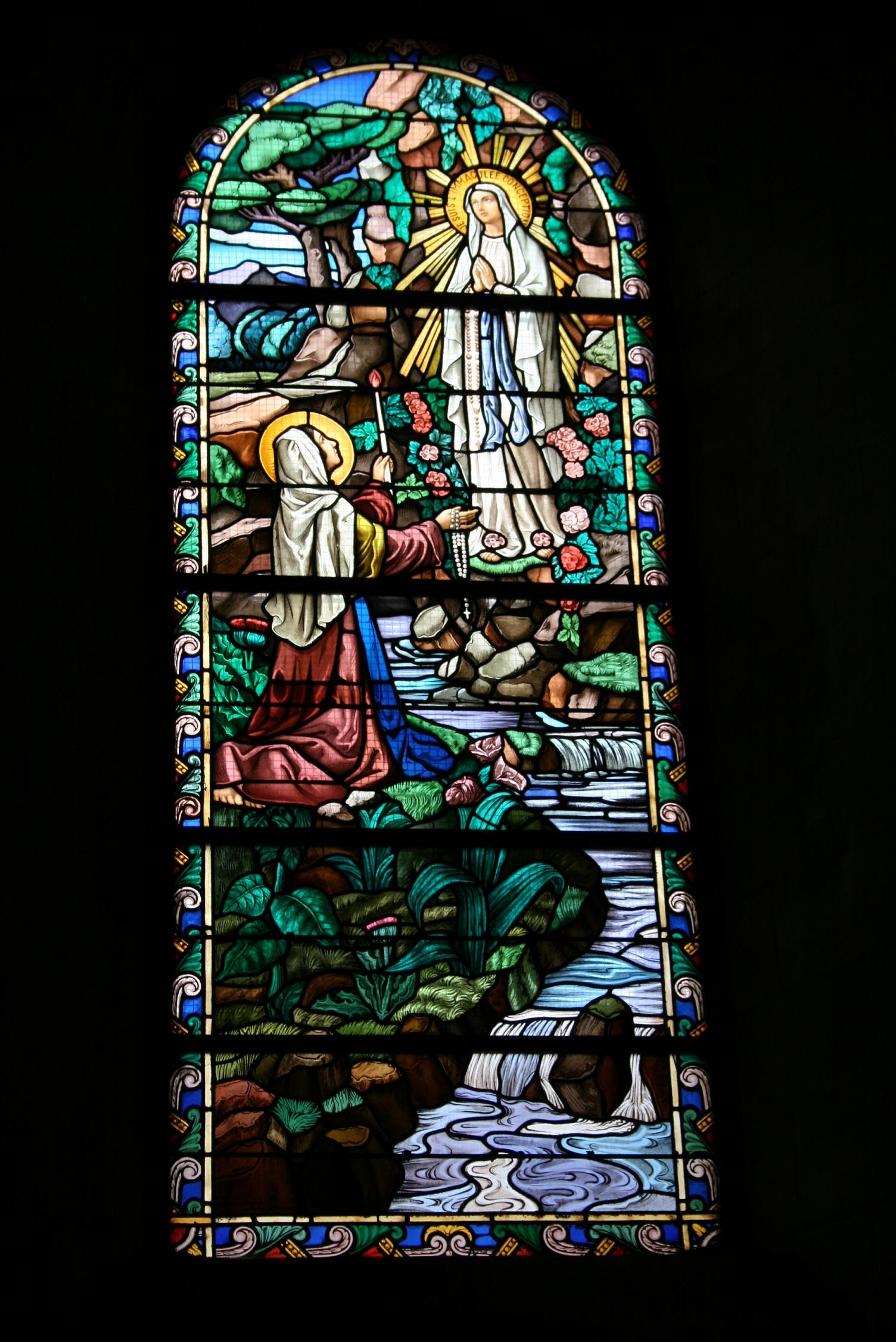
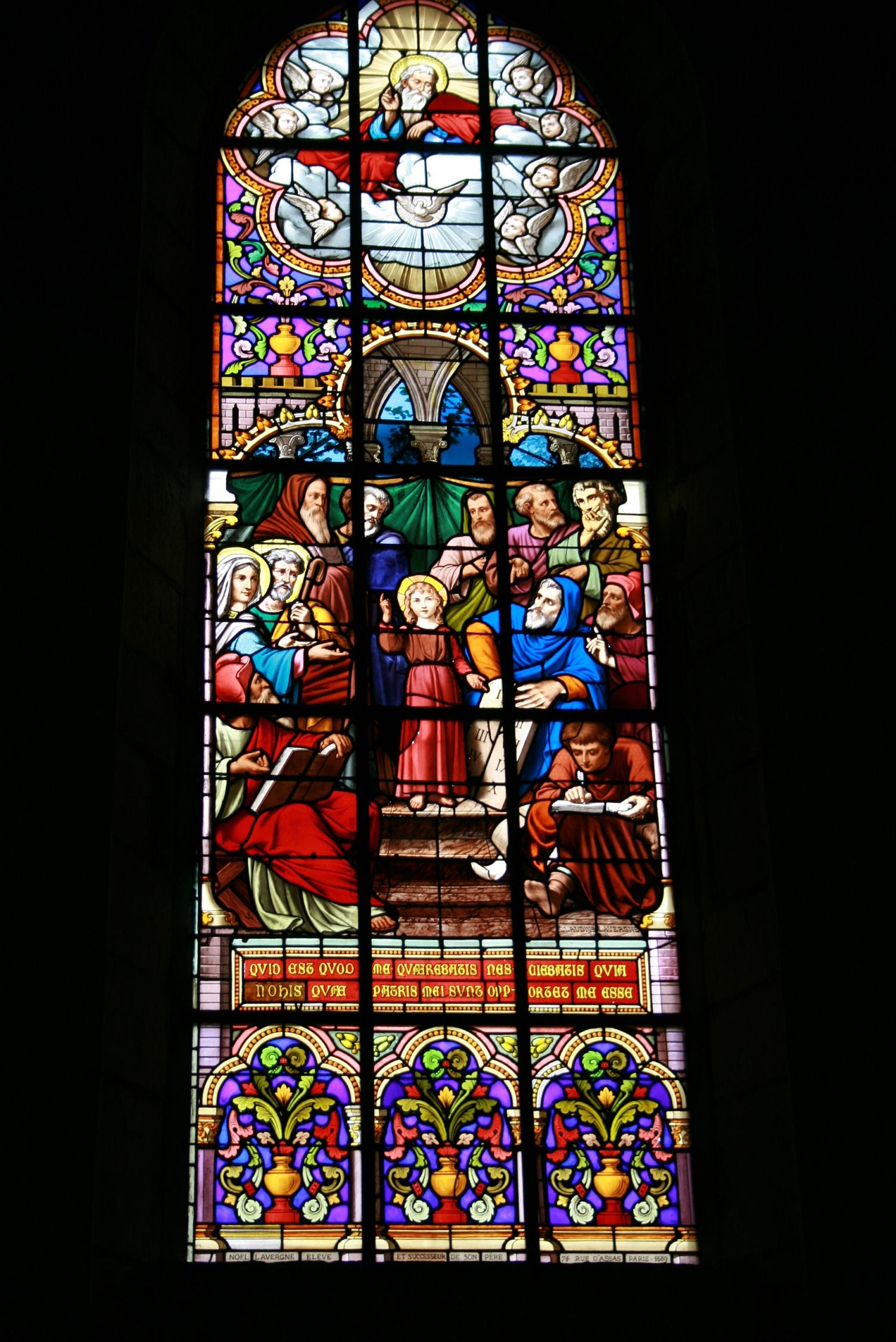

### Les tableaux

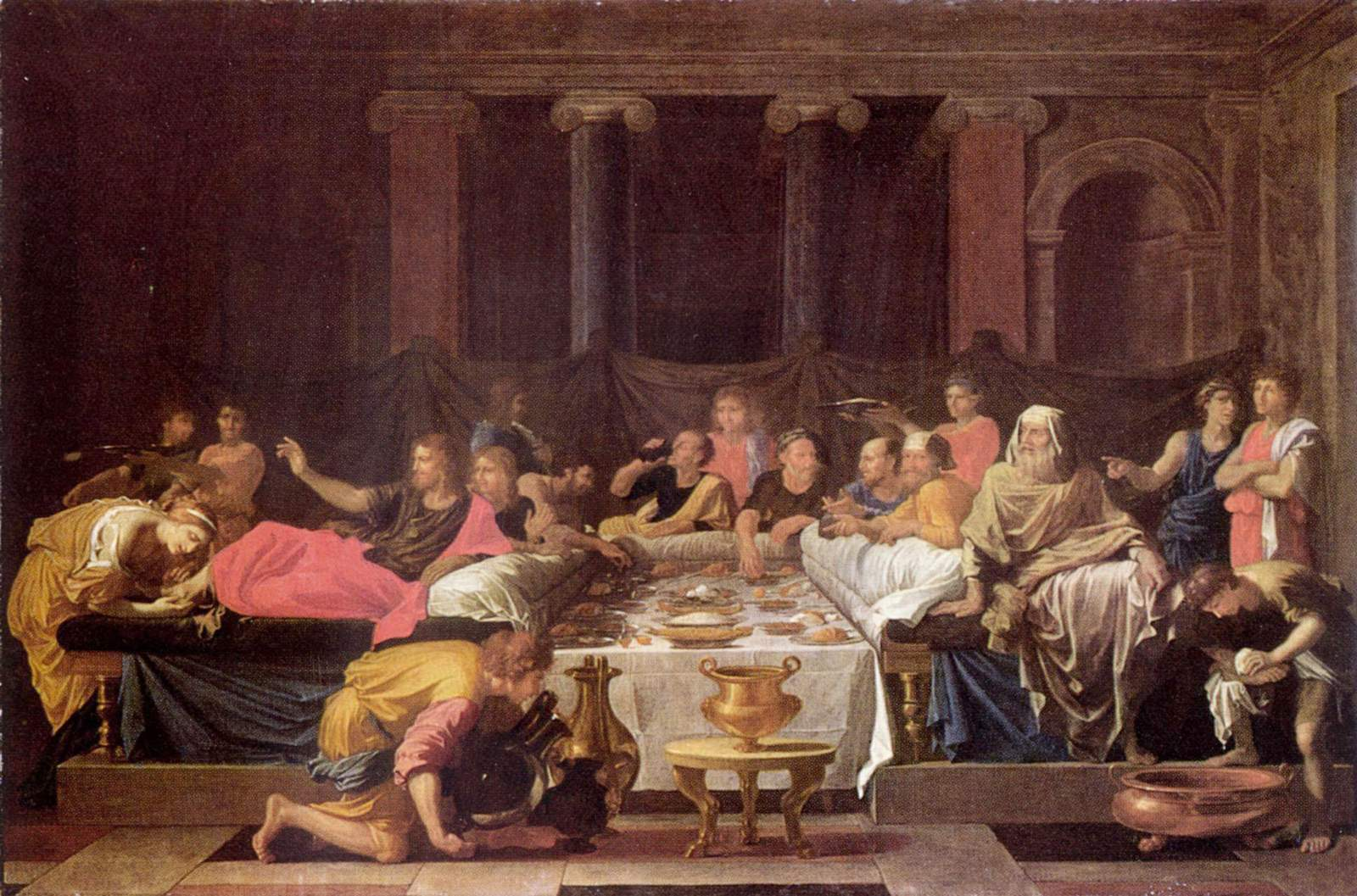
La Pénitence de Nicolas Poussin, XVIIe siècle, Galerie nationale d'Écosse.

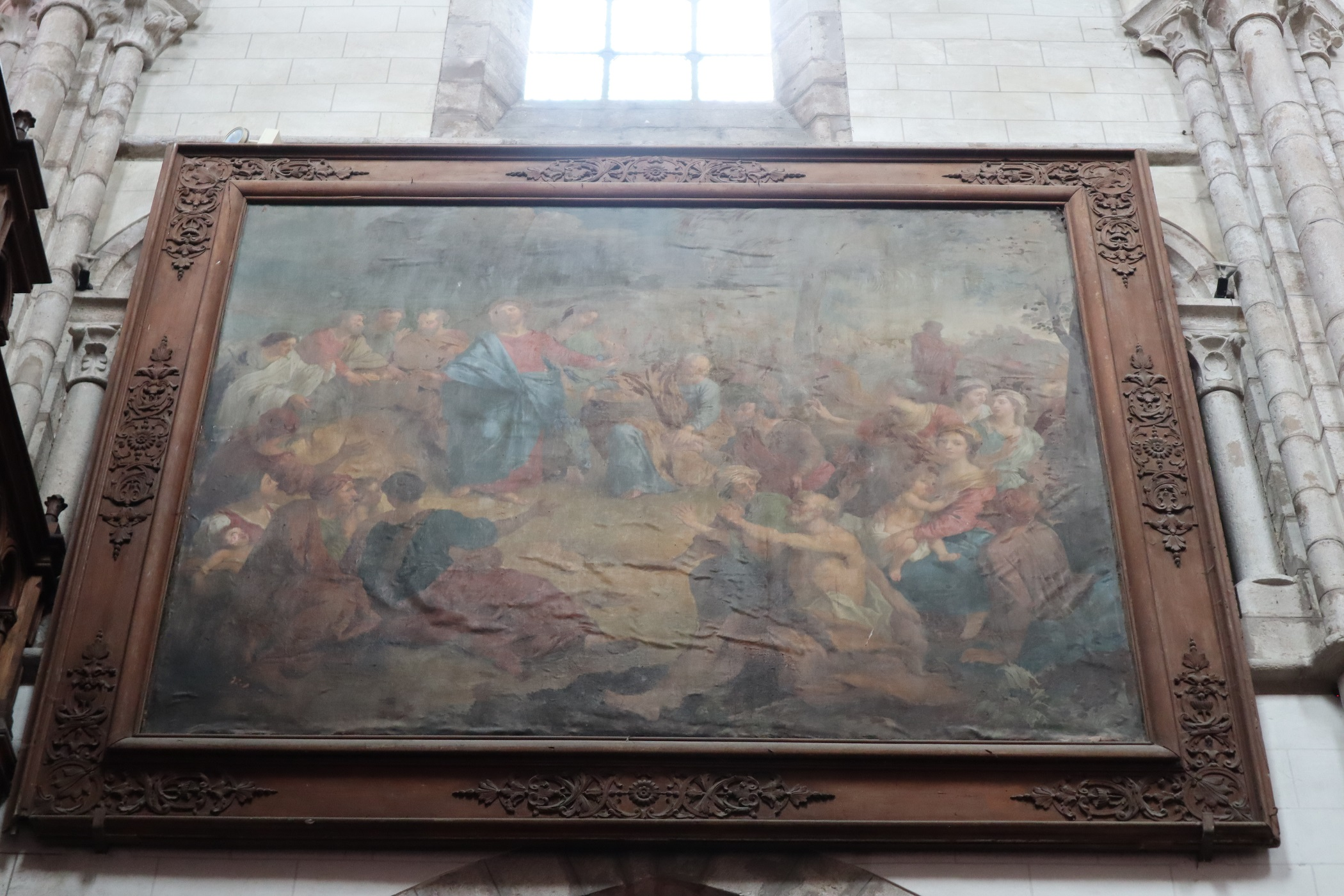
La multiplication des pains ou La récolte de la Manne.

Quatre tableaux sont répertoriés en tant qu'objets monuments historiques :
- Près des orgues, figurent deux grands tableaux provenant du réfectoire des moines de l’abbaye Saint-Florentin de Bonneval et représentent, l’un « La multiplication des pains » ou « La récolte de la Manne », l’autre « La Pénitence » ou « Le Repas chez Simon ».

Le premier est peut-être réalisé d'après un modèle de Daniel Hallé ; le second est une copie d’une toile de Nicolas Poussin de la série des Sept Sacrements.
Les deux tableaux sont classés monument historique à titre d'objet depuis 2018,.
En octobre 2023, les tableaux, de 320 × 390 cm, sont décrochés par l'entreprise Top élévation et envoyés pour des travaux de restauration de dix-huit mois à l'atelier Patrick Buti du Poiré-sur-Vie pour les peintures et aux ateliers de la Chapelle au Longeron, près de Cholet, pour les cadres.
- Un troisième tableau provenant de l'abbaye Saint-Florentin est également classé monument historique, Épisode de la vie de saint Mandé[6].
- Enfin, un quatrième tableau est inscrit au titre de monument historique, Lamentation du Christ mort dit Les Trois Marie[7].

### La statuaire et la sculpture
La statuaire est abondante et de nombreux matériaux sont mis en œuvre :
- Vierge à l'Enfant assise (Virgini pariturae), en bois ;
- Buste en pierre de Claude-Hippolyte Clausel de Montals, évêque de Chartres de 1824 à 1852 ; sont présents également une statue de Jésus et une de Jeanne d'Arc dans le même matériau ;
- Plusieurs statues grandeur nature polychromes représentant notamment l'éducation de Marie par sainte Anne, saint Georges, saint Laurent et saint Sébastien.

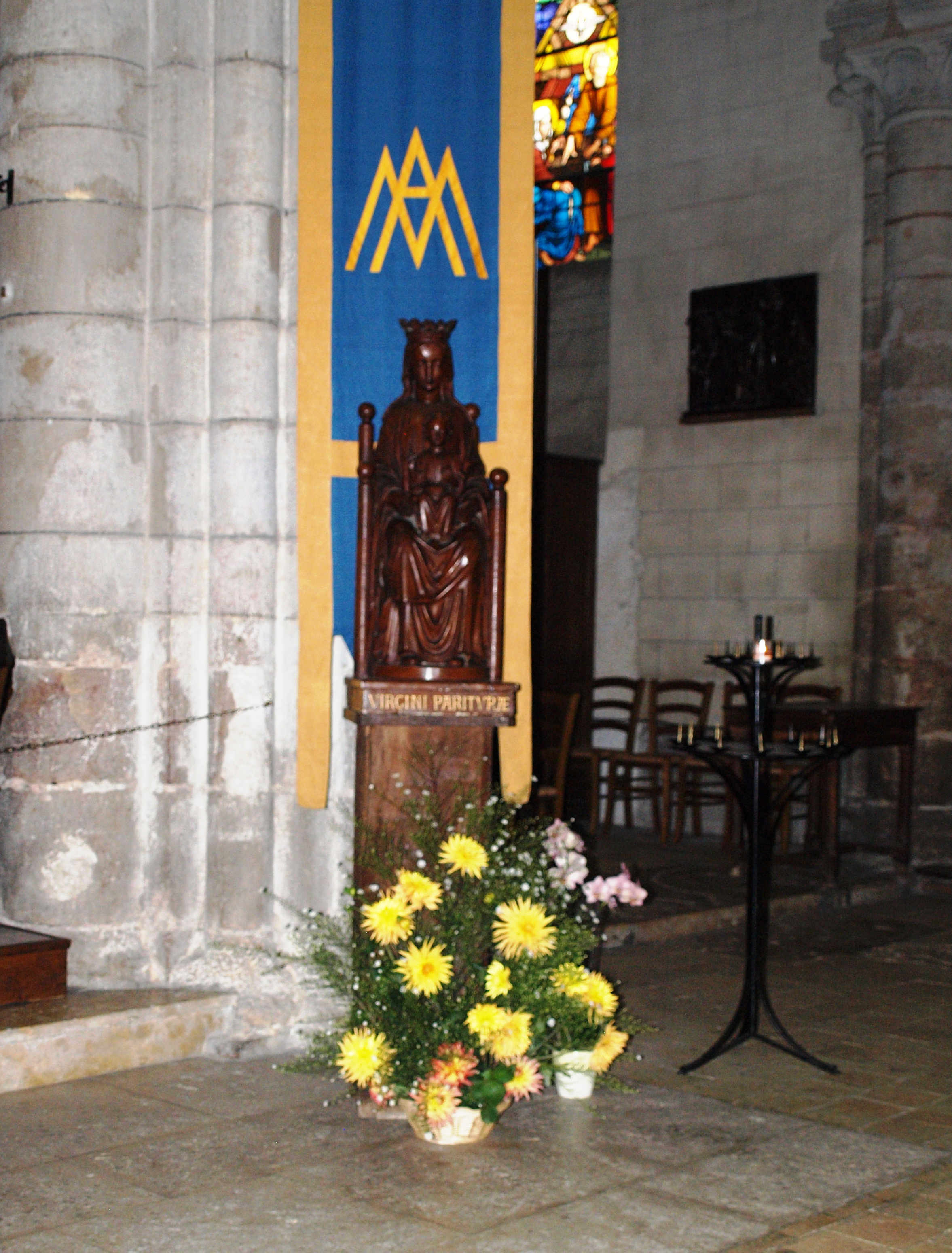
Vierge à l'Enfant.
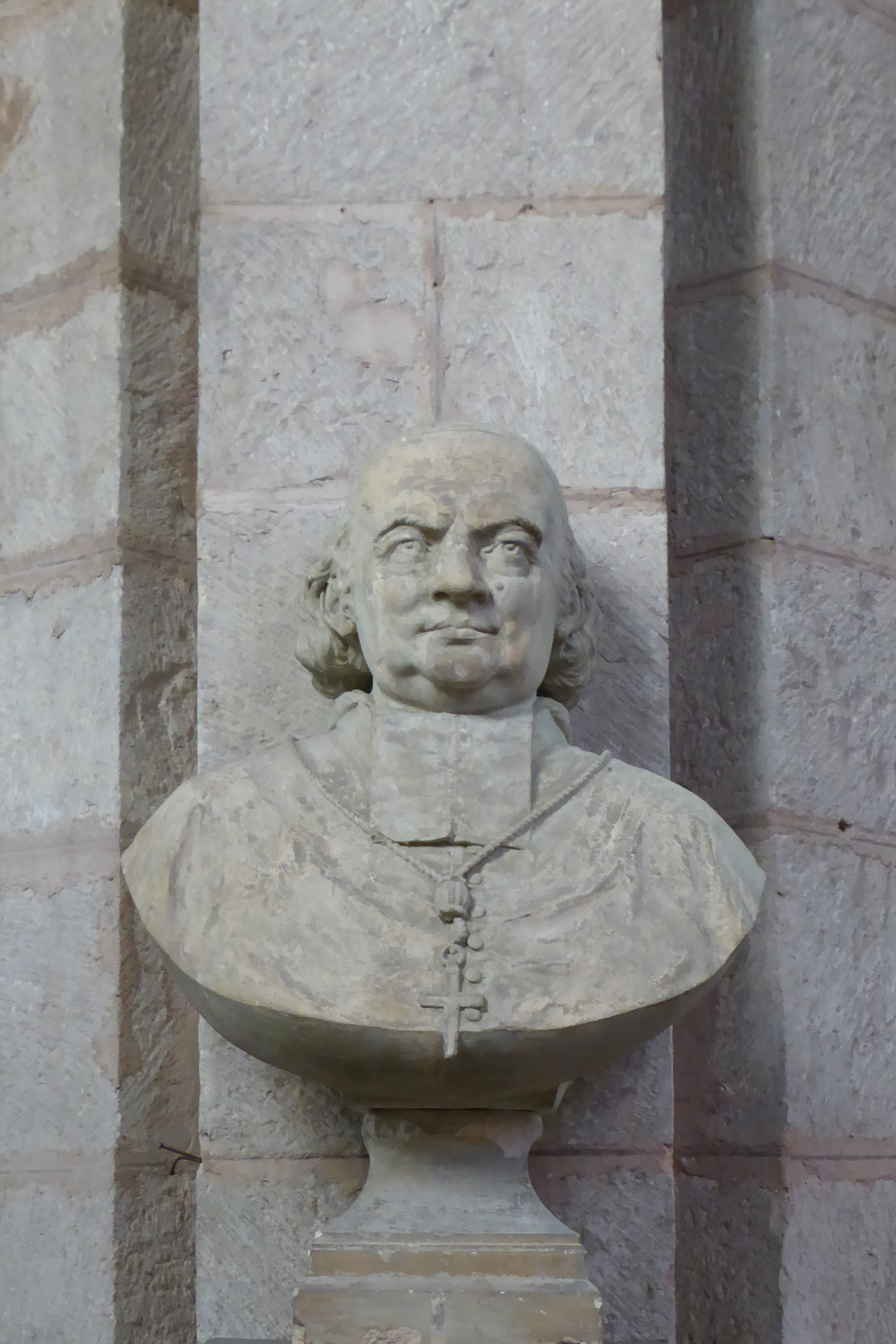
Mgr Clausel de Montals.
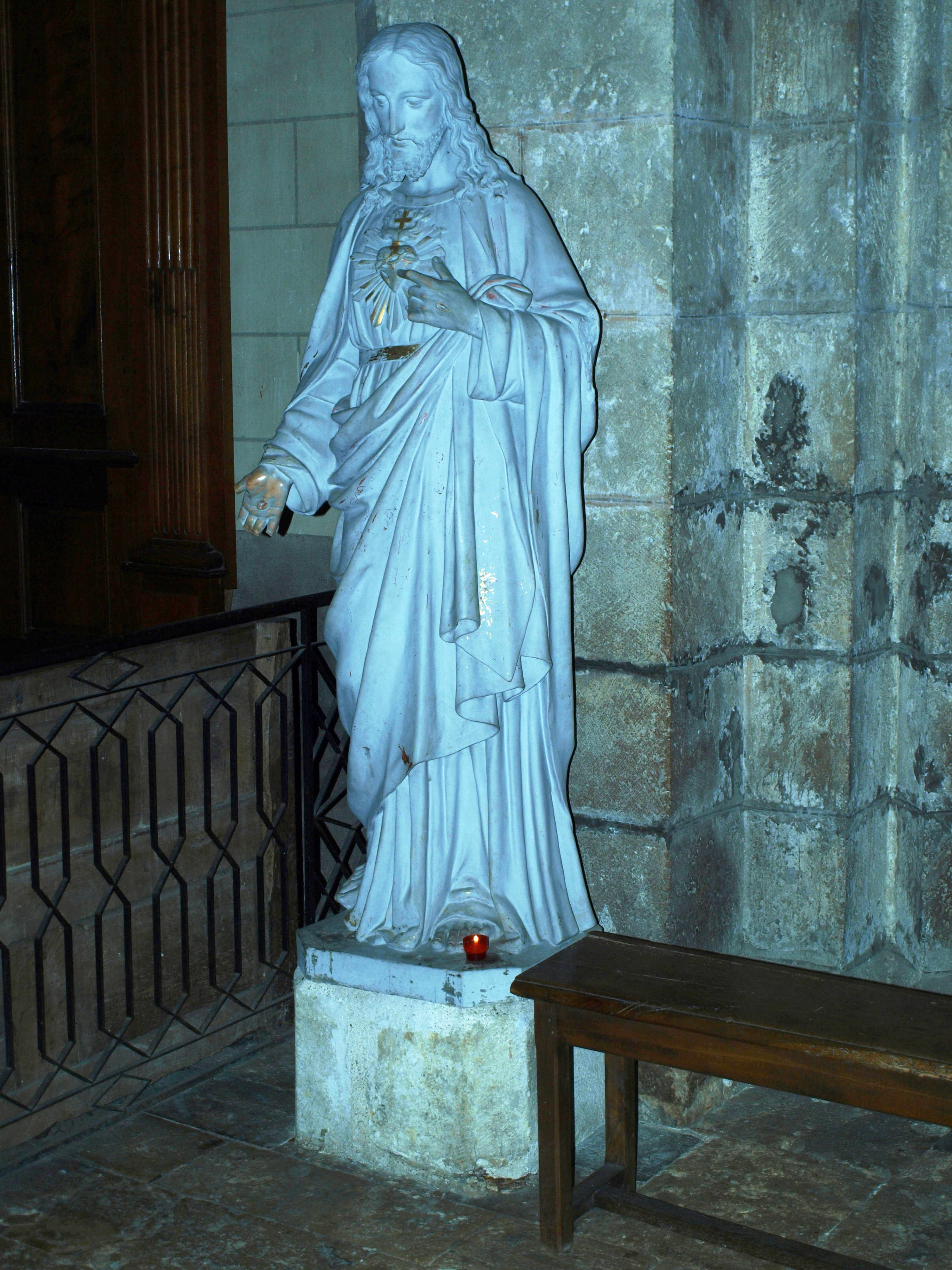
Jésus.
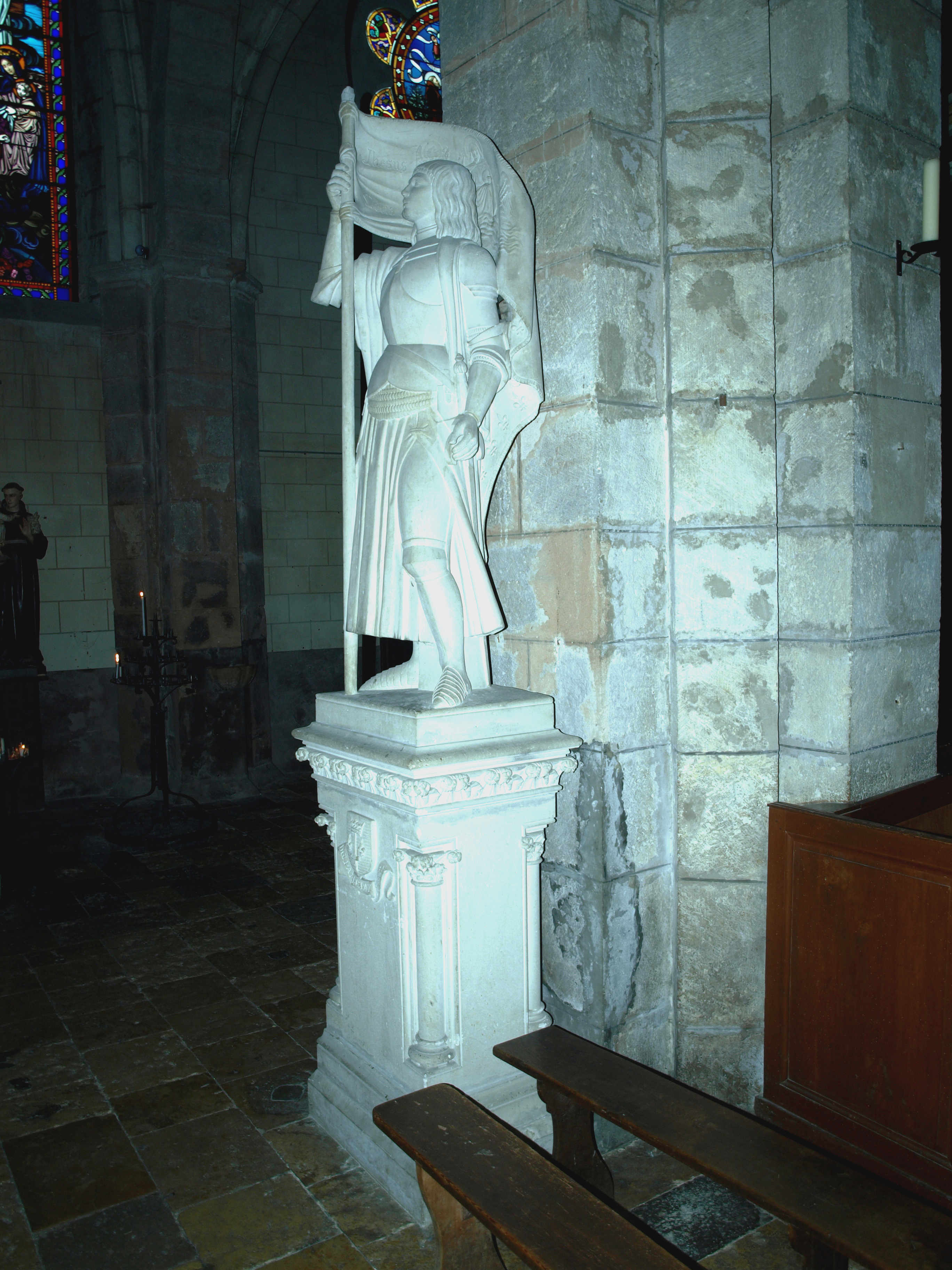
Jeanne d'Arc.
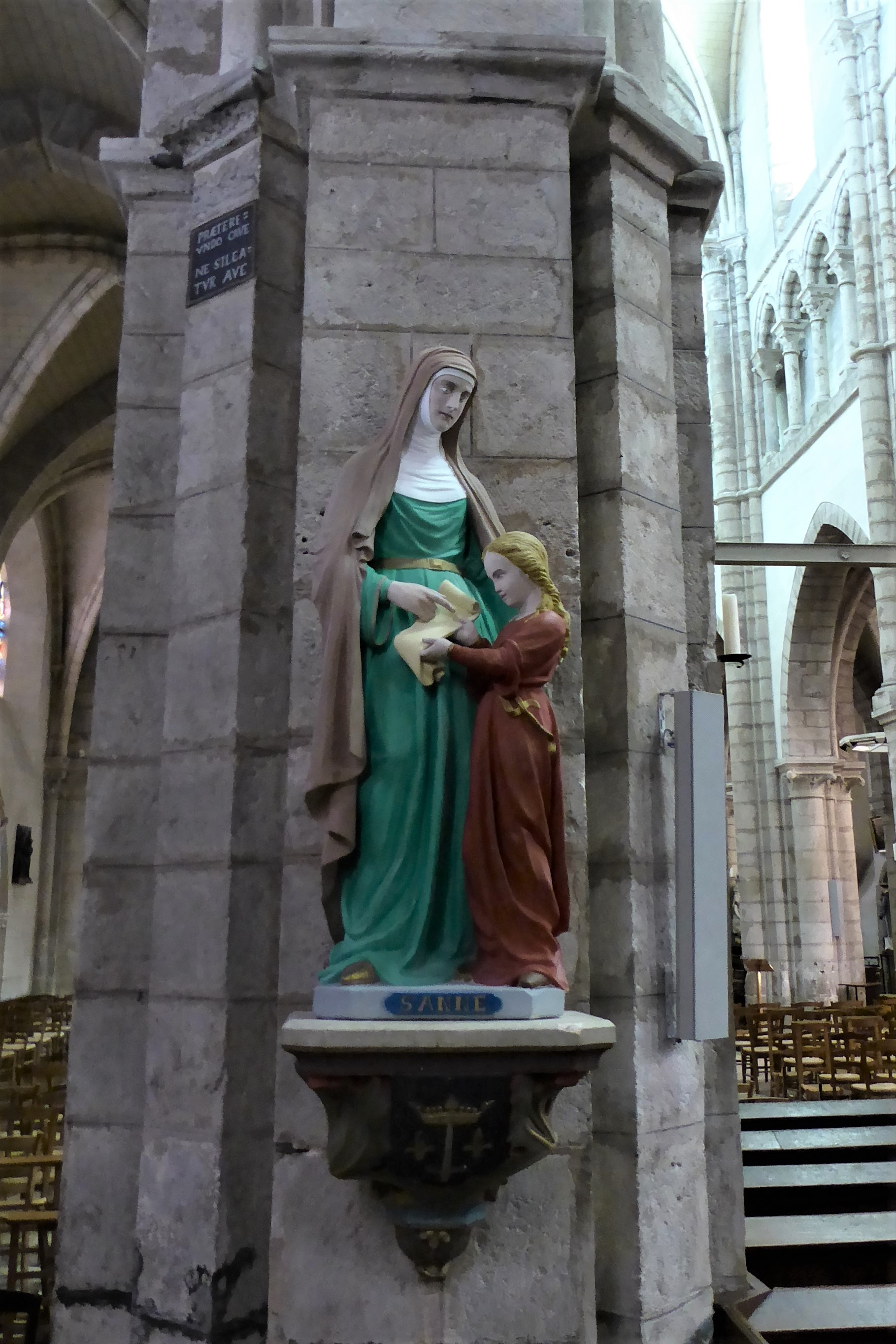
Sainte Anne et Marie.
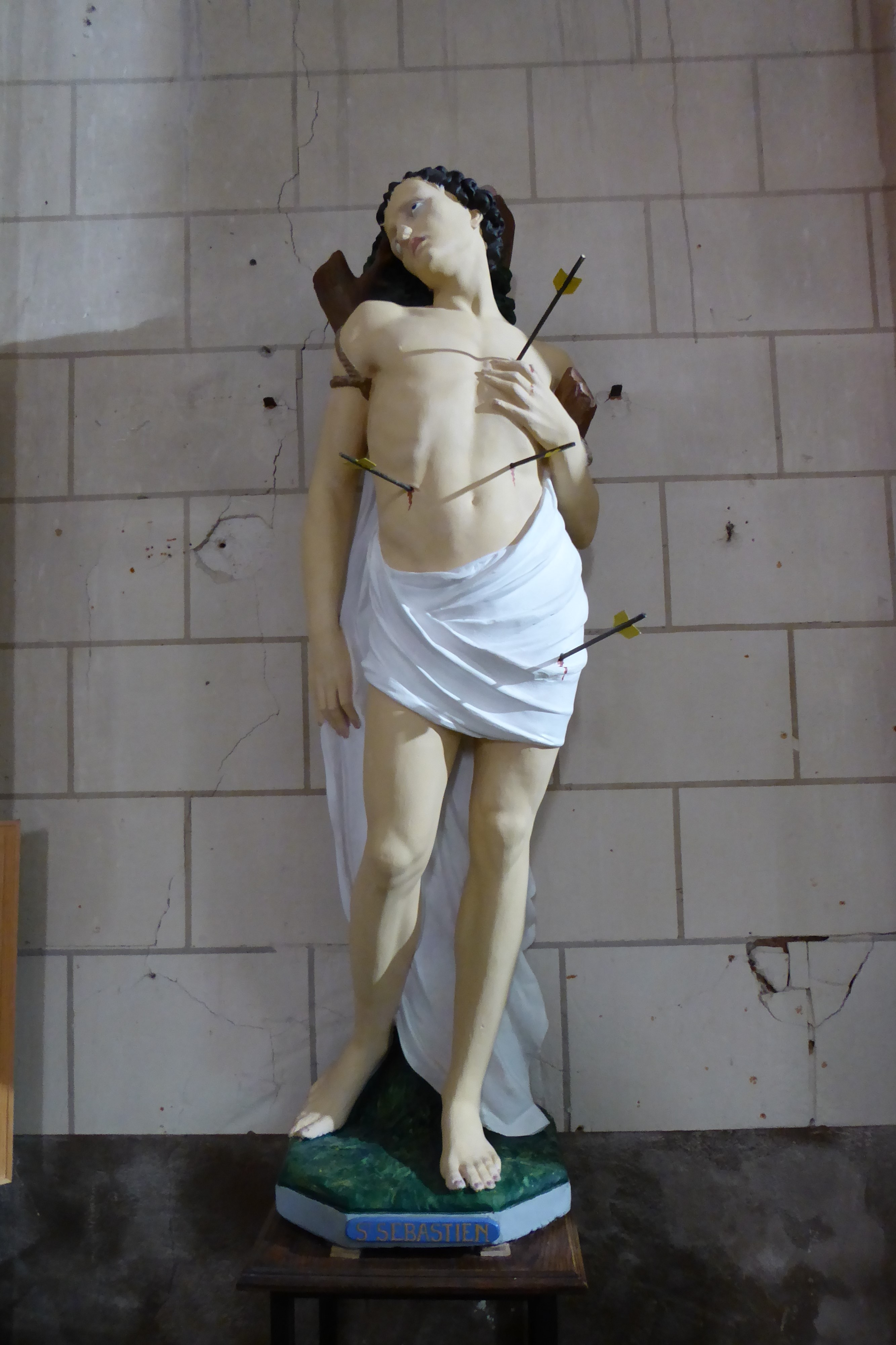
Saint Sébastien.
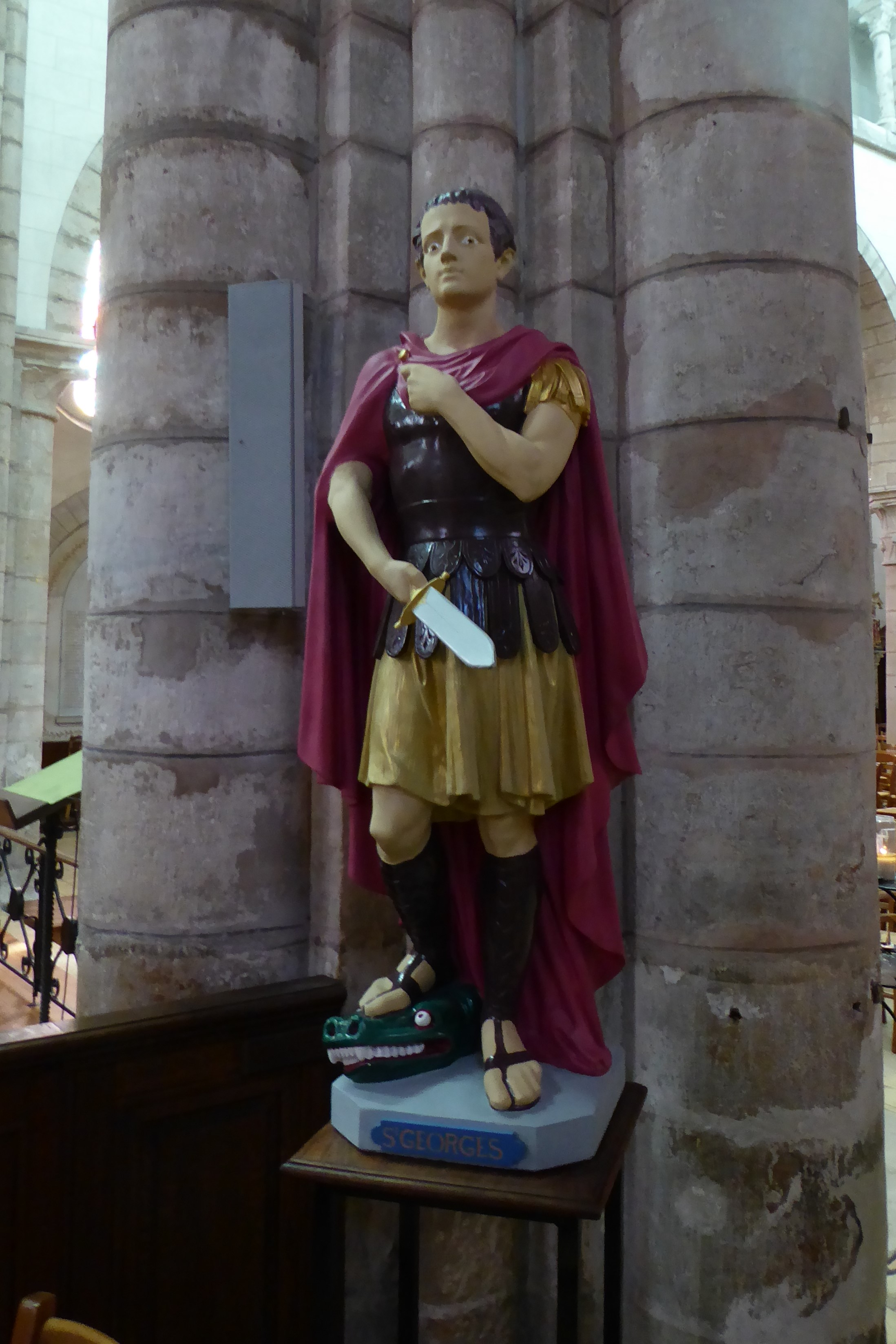
Saint Georges.
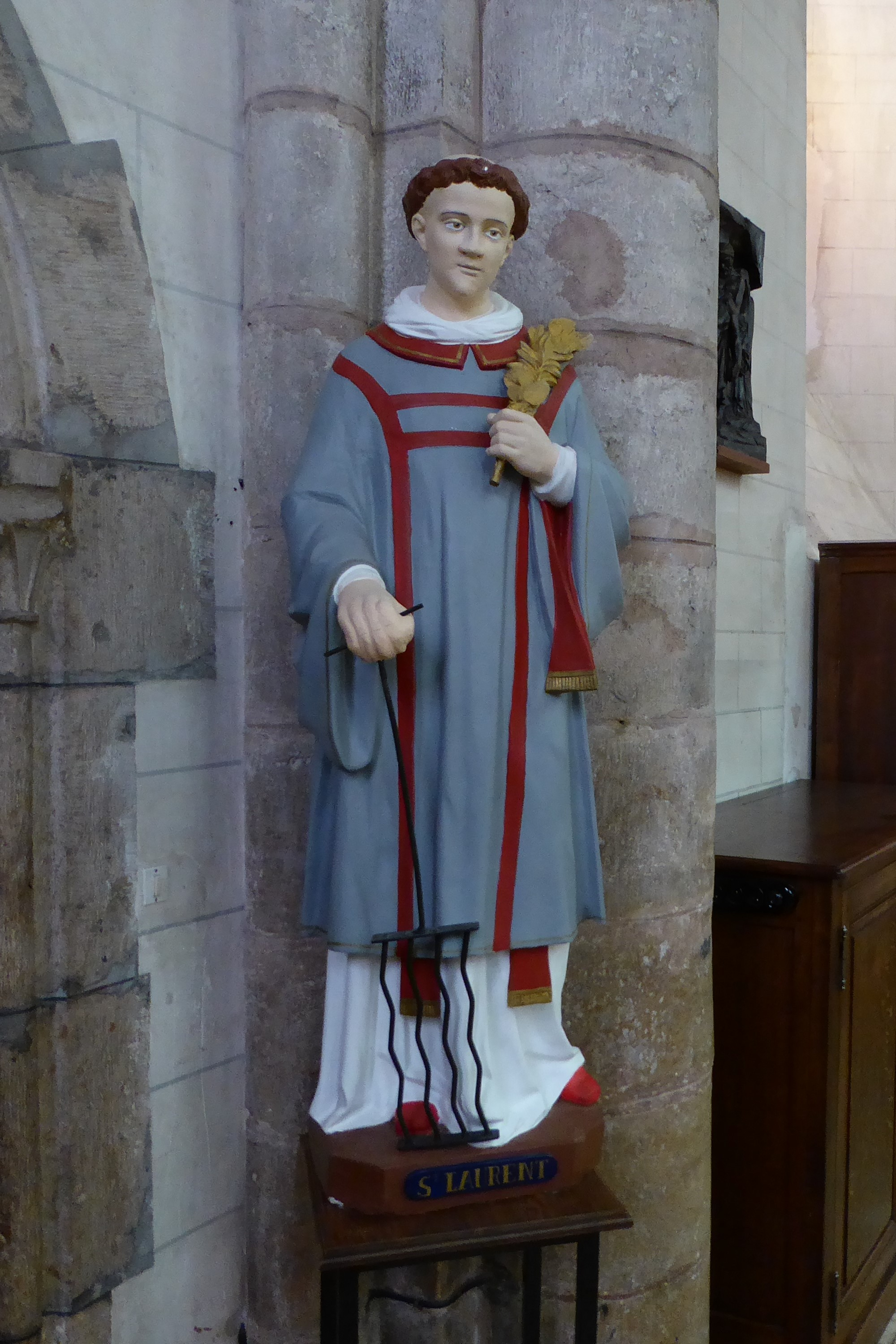
Saint-Laurent.
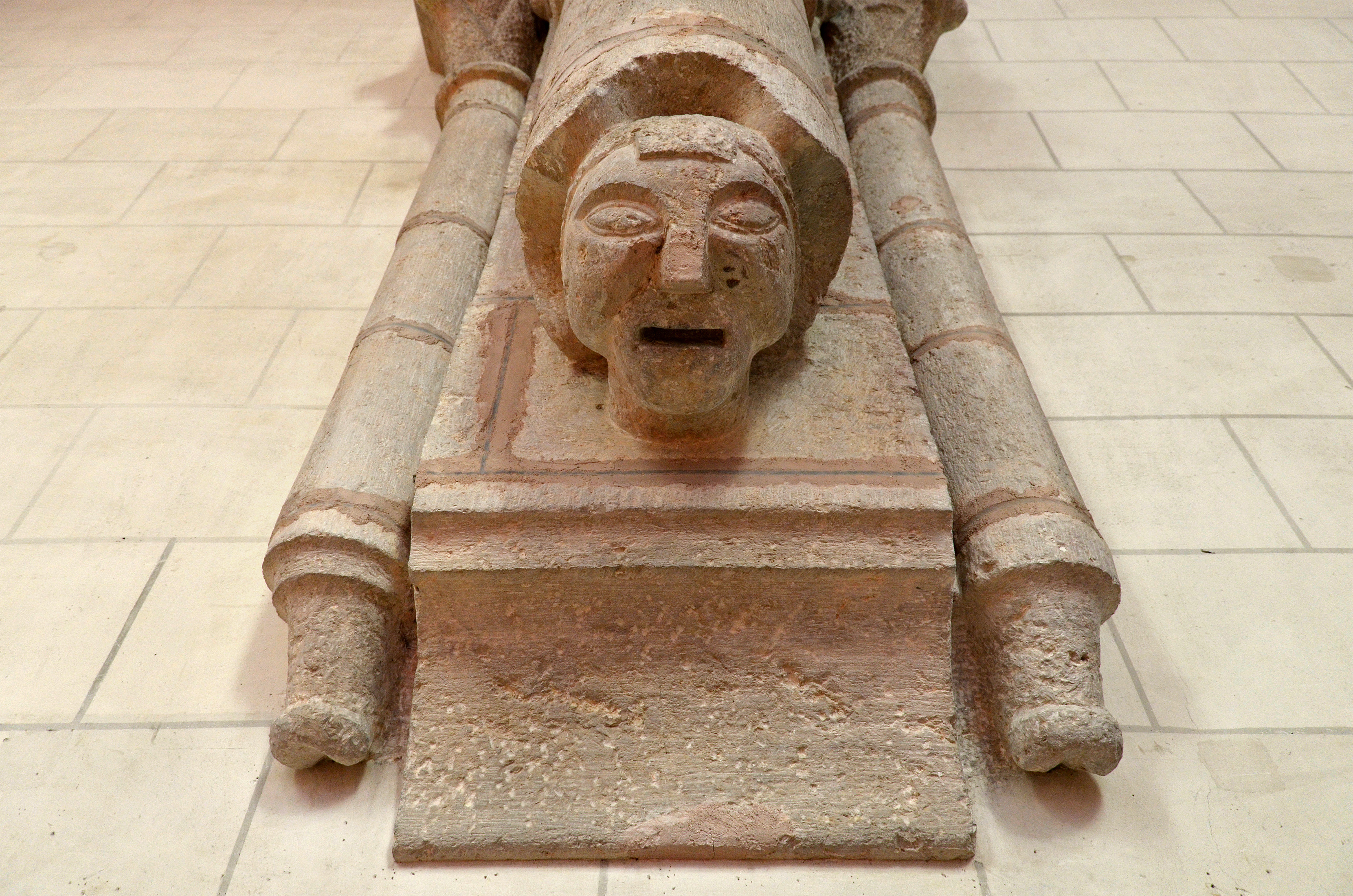
Sculpture.

## Paroisse et doyenné
L'église Notre-Dame de Bonneval fait partie de la paroisse Saint Paul en Val, rattachée au doyenné du Dunois.

## Sources
- Texte de présentation de l'église, affiché à l'intérieur de l'édifice
- Ville de Bonneval, « Patrimoine », sur ville-bonneval.eu (consulté le 22 janvier 2020)